# アイスキネス (ソクラテスの弟子)
アイスキネス（アイスキネース、希: Αισχίνης）は、紀元前5世紀-紀元前4世紀に生きたアテナイ人であり、ソクラテスの弟子の1人。
プラトンの『ソクラテスの弁明』では、父リュサニアスと共にソクラテス支援の裁判参加者として言及されている。また『パイドン』では、ソクラテスの死刑当日に彼の死を看取ったメンバーの1人として言及されている。
ディオゲネス・ラエルティオスの『ギリシア哲学者列伝』第2巻第7章には、ソクラテスの関係人物の1人として、彼を扱う項目が設けられており、ソーセージ造りを生業とする父親の元に生まれたことや、
- 『ミルティアデス』
- 『カリアス』
- 『アクシオコス』
- 『アスパシア』
- 『アルキビアデス』
- 『テラウゲス』
- 『リノン』

という7つの対話篇を発表していたが、盗作の疑いを受けていること、また金銭に困窮した際にシュラクサイの僭主ディオニュシオス2世を頼ってシケリアに渡ったが、当時そこにいたプラトンには無視され、キュレネ派の祖であるアリスティッポスが代わりに彼を僭主に紹介してくれたこと、などが述べられている。
また同書には、プラトンの『クリトン』で描かれているような「ソクラテスへの脱獄の勧め」を、実際に行ったのはクリトンではなくこのアイスキネスであり、プラトンがそれをクリトンがしたことに変えたのは、アイスキネスがプラトンよりもアリスティッポスに好意を寄せていたからだとする説も、紹介されている。
これらが全て事実だとすると、プラトンがディオニュシオス2世の教育にシュラクサイへ渡った2回目・3回目のシケリア渡航時期は、中期から後期にかけての時期なので、時系列的にはプラトンが『クリトン』を書いた後に、上記のシュラクサイの出来事が起きたことになり、シュラクサイの出来事が起きた時点で、既にプラトンとアイスキネスの仲は良くなかったことになる。